# Bertoua
Bertoua est une commune du Cameroun située dans le département du Lom-et-Djérem et la région de l'Est, érigée en Communauté urbaine de Bertoua en 2008. La ville de se trouve à 350 km de Yaoundé. Bertoua est la capitale régionale de l'Est, la plus grande région forestière du Cameroun.

## Géographie
Sa situation géographique fait d'elle le principal pôle de développement de la région. Sa superficie actuelle est estimée à 100 km². Cette localité occupe une partie du plateau sud camerounais, vaste pénéplaine dont l'altitude varie entre 400 - 900 m. Elle est drainée du nord au sud par le cours d'eau dénommé Djadombe. Son climat est de type subtropical à trois saisons : une grande saison sèche qui va de décembre à mi-mars ; une petite saison de pluies de mi-mars à mi-mai, une grande saison de pluies de mi-septembre à novembre. La température y est élevée tout au long de l'année, avec un maximum de 30 °C. La moyenne oscille entre 23 et 25 °C. Les précipitations y sont relativement abondantes (1500 à 2000 mm de pluies par an). Le mois le plus chaud est le mois de janvier avec une température moyenne de 26,3 °C et le mois  le plus froid est le mois de septembre avec une température moyenne de 23,1 °C.

### Transports
Deux routes routières transafricaines traversent Bertoua:
- Transafricaine 8 (Lagos — Mombasa)
- Transafricaine 3 (Tripoli — Le Cap)

Elle est reliée à Yaoundé et aux régions du nord par la route nationale n°1.

Circulation routière.
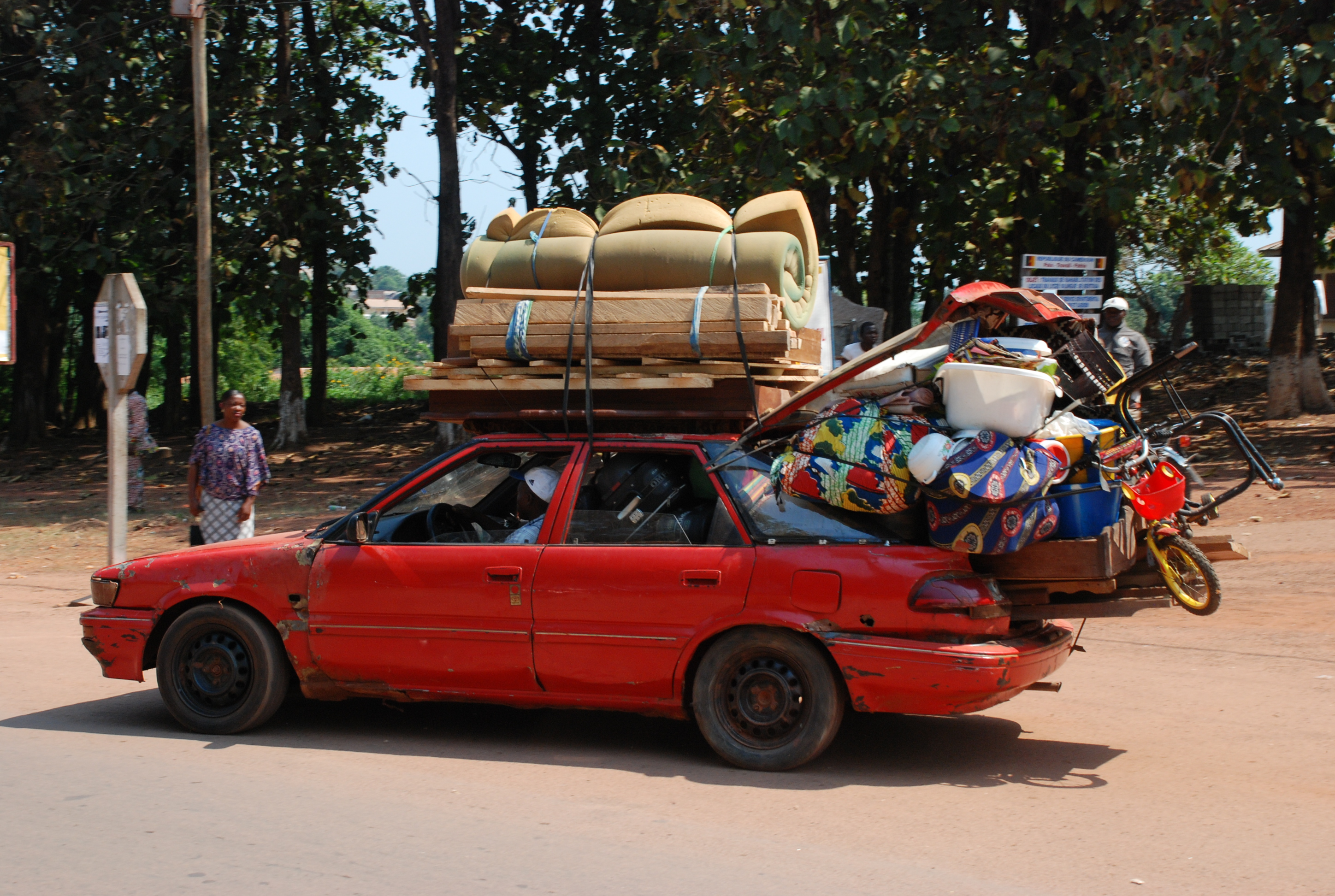
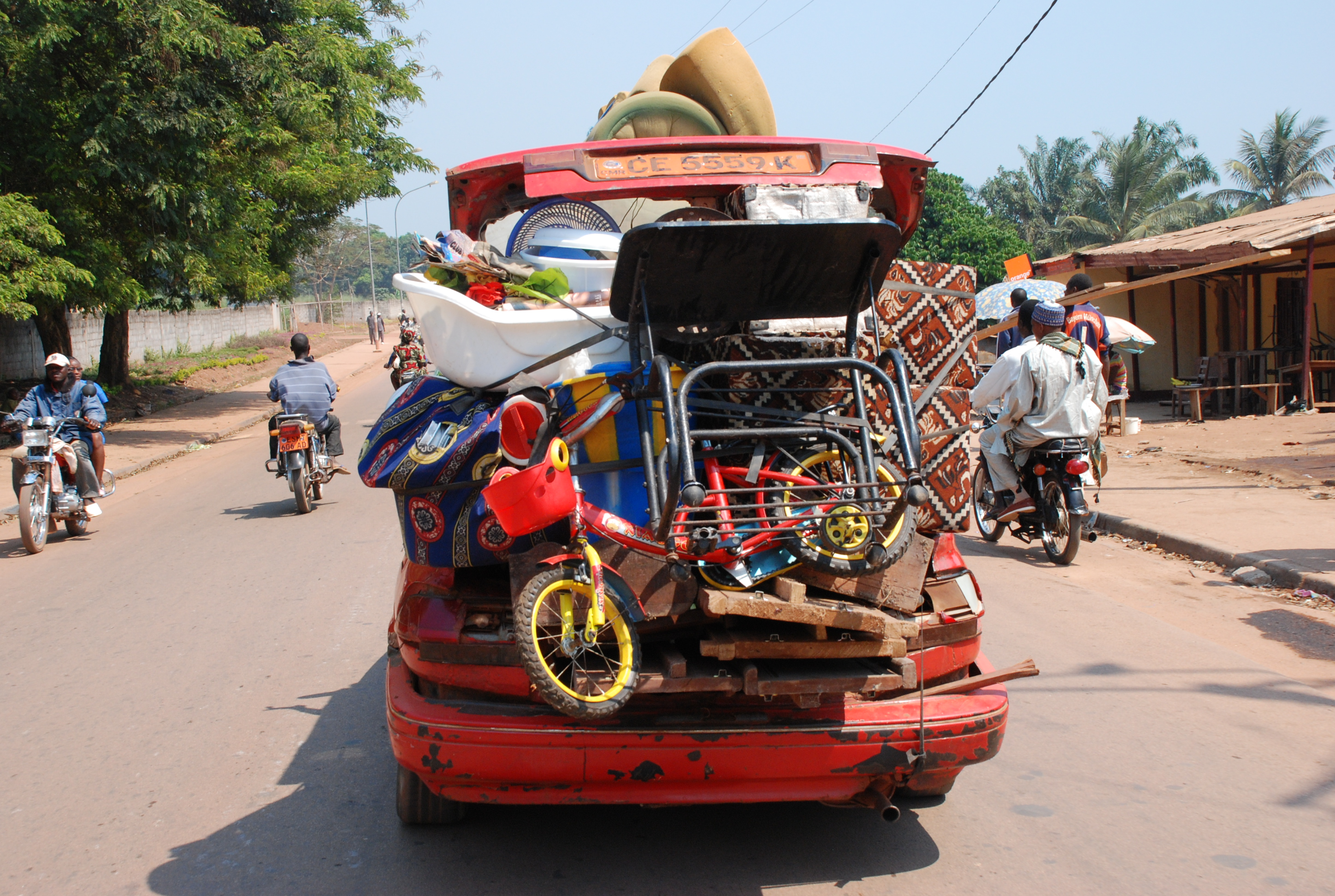
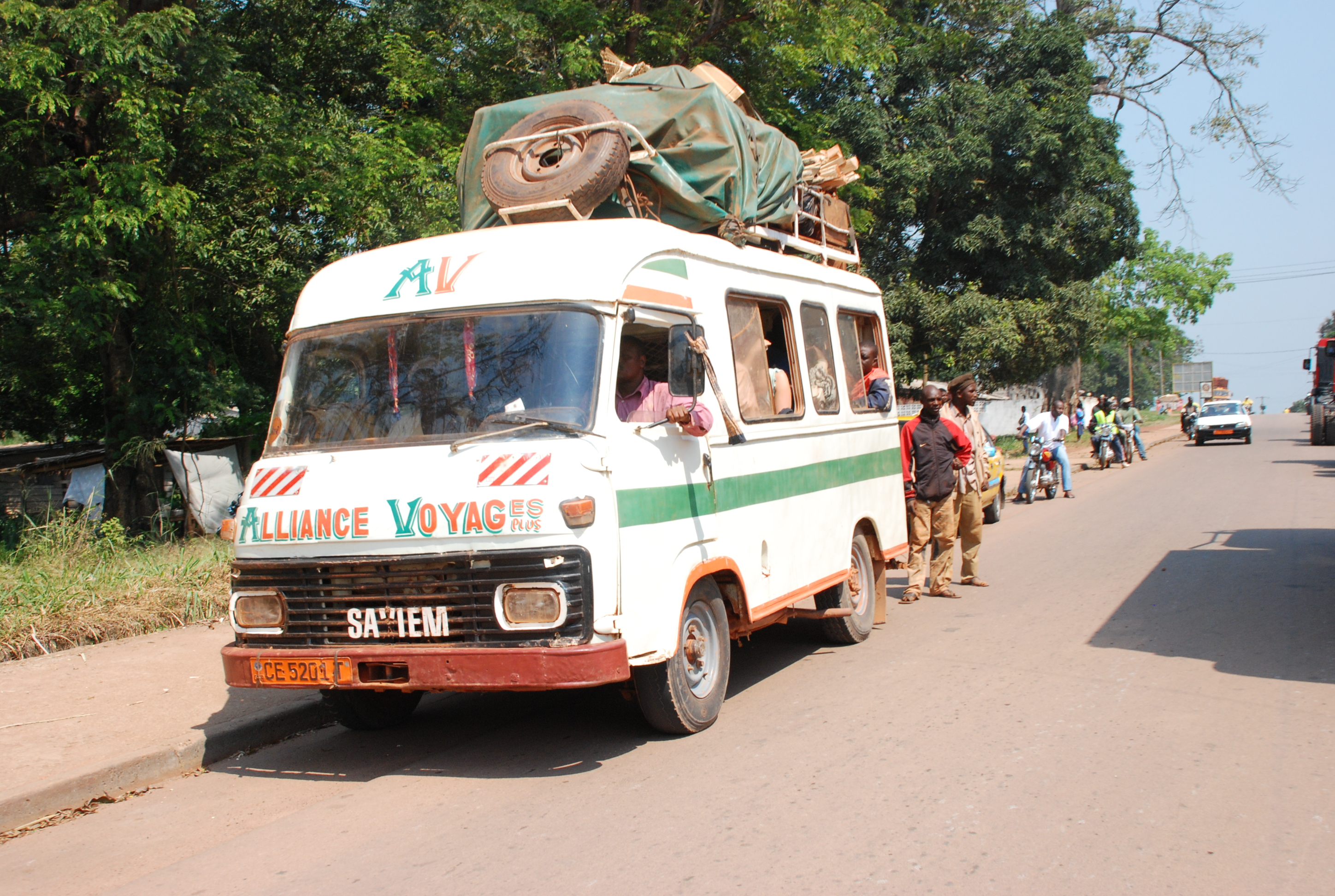
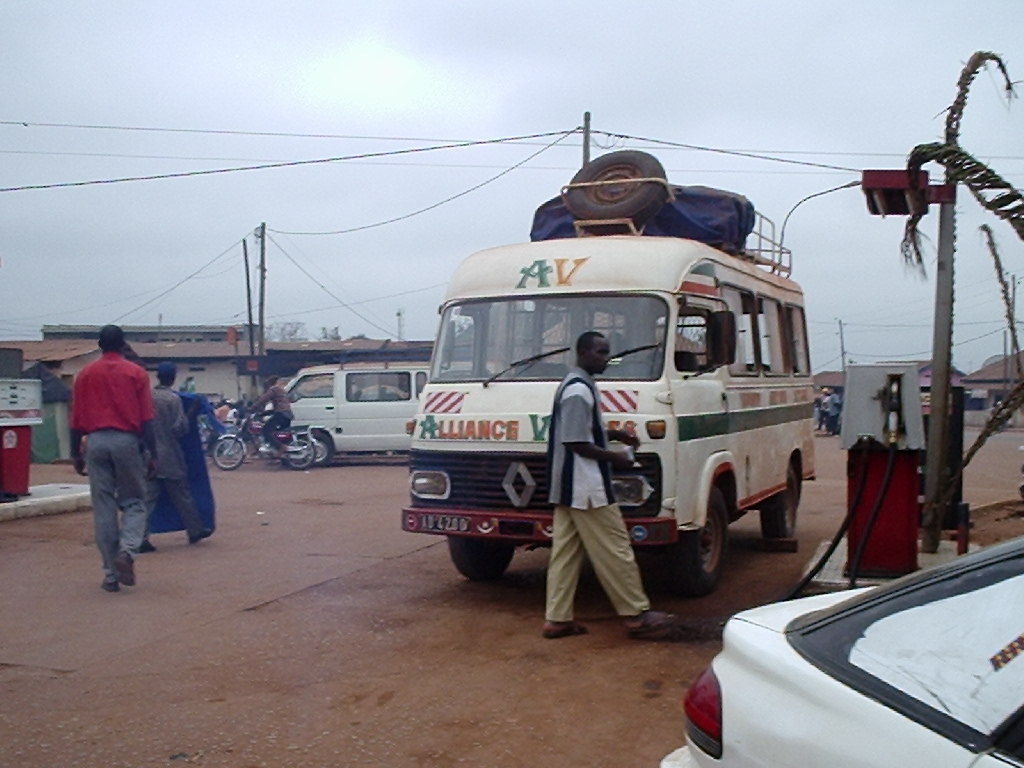

Bertoua possède un aéroport (code AITA : BTA).

## Histoire
La ville de Bertoua aurait été créée vers 1910 par les chasseurs Gbaya venus de la République centrafricaine. Trois périodes ont été identifiées dans le développement de la ville :
- La première période, correspond à la période coloniale. Elle va de la création de la ville en 1927 à l'indépendance du pays en janvier 1960. Le développement urbain est influencé par la situation de ville carrefour : c'est le lieu de transit pour les européens faisant le commerce de l'or ou en partance pour la RCA, le Congo-Brazzaville et même le Tchad. Elle est également un gîte d'étape pour les militaires allant à Bouar pour leur formation.
- La deuxième période va de 1960 à 1988/89. Elle est marquée par une forte emprise de l'État sur le développement de la ville. Bertoua devient chef-lieu de l'Inspection Fédérale de l'Est (actuellement région de l'Est). Cette période est marquée aussi par des investissements importants de l'État dans l'aménagement et l'équipement de la ville
- La 3e période va de 1989 à nos jours. Elle est marquée par une forte récession économique, qui réduit fortement les ressources financière de l'État.

## Population
Lors du recensement de 2005 (RGPH3), la population de Bertoua était la suivante :
- Bertoua Ier : 52 355 habitants, dont 46 477 pour Bertoua Ier Ville, qui comprend également les villages suivants : Bamvele, Bonis I, Bonis II, Gbakombo, Kaïgama, Koume, Koume Goffi, Koume-Bonis, Madagascar et Nganke.

- Bertoua IIe : 42 534 habitants, dont 41 985 pour Bertoua IIe Ville, qui comprend également le village de Kano.

L'évolution démographique est relevée par les recensements de la population.
| 1976   | 1987   | 2005    |
| ------ | ------ | ------- |
| 15 000 | 44 000 | 173 000 |

La croissance démographique est surtout le fait d'une migration importante des populations des autres unités administratives de l'Est, des autres régions du Cameroun et des pays voisins (Tchad, RCA, Congo-Brazzaville, Nigeria).
La population active de Bertoua est constituée en majeure partie de jeunes qui travaillent dans le secteur informel où le transport occupe une place prédominante. Le niveau de revenu bas ne favorise pas l'accès à l'éducation et à la santé dont l'offre est par ailleurs faible.

## Enseignement
Selon le portail de la communauté urbaine de Bertoua (CUB), la ville compte plusieurs établissements, relevant tant de l'enseignement maternelle et primaire, de l'enseignement secondaire que de l'enseignement supérieur. On y dénombre ainsi 11 écoles maternelles, 30 écoles primaires, 10 établissements d’enseignement secondaires dont 4 d’enseignement technique, 01 Université privée catholique.
L’Institut universitaire catholique de Bertoua, seule université privée de la ville, a été créé en 2007, sous l’impulsion des évêques de la région.
La Faculté des sciences juridiques et politiques (FSJP) de l'Université de Yaoundé II compte un campus annexe à Bertoua établi en 2015.

## Urbanisme et services publics
La localité dispose d'une centrale électrique isolée exploitée par Enéo d'une capacité installée de 17600 kW construite en 1989 et rénovée en 1992.

## Religion

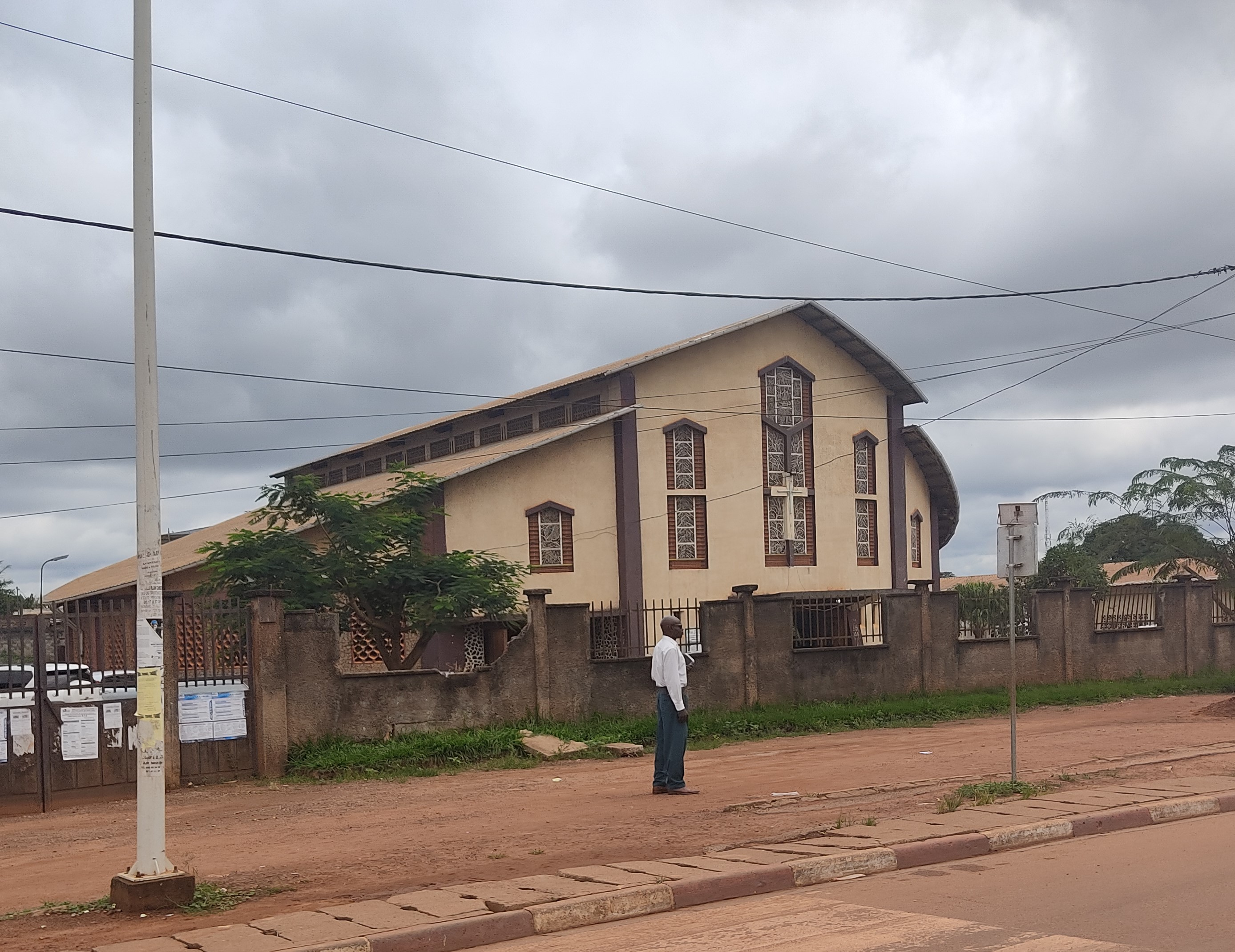
La Cathédra de la sainte famille de Bertoua

Le diocèse de Bertoua a été créé en 1983, puis élevé au rang d’archidiocèse en 1994. La cathédrale de la Sainte-Famille en est le siège.

## Médias
Beaucoup de médias publics et privés cohabitent les villes du Cameroun, qu'il s'agisse de chaînes de télévision, de chaînes de radio ou de la presse écrite.
Quelques chaînes de télévision camerounaises recevables à Bertoua : CRTV, Canal 2 international, Bnews1, Vision4. Toutefois, de nombreux foyers reçoivent les chaînes de télévision étrangères grâce à la câblodistribution ou au satellite.
Quelques radios camerounaises recevables à Bertoua ou émettant depuis Bertoua : CRTV radio poste national, CRTV radio chaîne de l'Est, Radio Aurore (99.4 FM) et Dunamis FM (98.0 FM).
Quelques journaux écrits camerounais accessibles à la population de Bertoua : Cameroon Tribune, Le Messager, Mutations, La Nouvelle Expression, Le Jour, Repères, Realites plus...
Quelques sites d'information en ligne accessibles à la population : AfricaPresse.com, CameroonOnline.org, voirbertoua.meximas.com,

## Personnalités nées à Bertoua

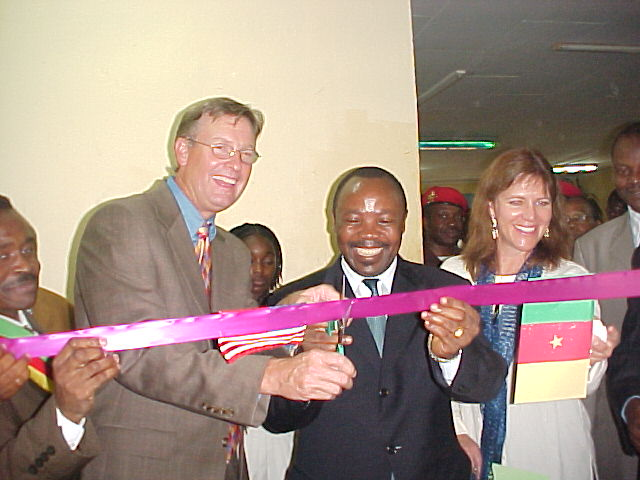
Coupure du ruban par un Maire de Bertoua

- Serge Patrick Kwetche, footballeur international
- Willie Overtoom, footballeur international
- Jean-Junior Nyabéyé, joueur de volley-ball